# Tirschenreuther Teichpfanne
Koordinaten: 49° 53′ 43,4″ N, 12° 18′ 24,1″ O
Als Tirschenreuther Teichpfanne bezeichnet man das Teichgebiet im Dreieck zwischen den drei Ortschaften Tirschenreuth, Mitterteich und Wiesau im Landkreis Tirschenreuth (Oberpfalz). Die meisten Teiche wurden bereits im Mittelalter angelegt, die Gesamtfläche belief sich damals auf über 2000 Hektar.

## Beschreibung
Den Landstrich der Tirschenreuther Teichpfanne hat man schon des Öfteren als Land der tausend Teiche bezeichnet. 3724 Teiche und Weiher soll es im Gebiet des Landkreises Tirschenreuth geben. Das entspricht einer Fläche von 15 Quadratkilometern. Im Zentrum dieses Gebiets grenzt Teich an Teich. Meistens sind sie voneinander nur durch einen Damm getrennt. Oft haben sie nur eine geringe Wassertiefe von einem bis zwei Metern. Nur einige Weiher mit moorigem Untergrund sowie einige aufgelassene Tongruben in der Wiesauer Gegend sind tiefer. Diese erreichen eine Tiefe von 10 bis 15 Metern.
Die meisten der Teiche werden noch für die Karpfenzucht verwendet. Die meisten Fischzüchter tun dies nebenbei und nur noch für wenige ist es der Hauptbroterwerb. 
Die Entstehung vieler dieser Teiche ging auf die Initiative des Zisterzienserklosters Waldsassen zurück. Im Besitz des Klosters selbst sollen jedoch nur etwa 160 Teiche gewesen sein. Die meisten wurden von Bauern, Bürgern und Beamten angelegt. Die im Klosterbesitz stehenden Teiche wurden nach der Säkularisation im Jahr 1803 schrittweise privatisiert.
Weite Teile dieses Gebietes sind inzwischen auf der Grundlage der europäischen Fauna-Flora-Habitat-Richtlinien in das Naturschutzprojekt Waldnaabaue eingegliedert. Das Gebiet ist alljährlich in die Erlebniswochen Fisch des Landkreises Tirschenreuth eingebunden.
Westlich von Tirschenreuth verläuft im südlichen Bereich der Teichpfanne die stillgelegte Bahnstrecke Wiesau–Bärnau, auf deren Trasse heute ein 28,4 km langer Vizinalbahnradweg für 5,9 Mio. Euro angelegt wurde. 2012 wurde nahe dem Kühsteinteich über dem Radweg der 70 Meter lange und 20 Meter hohe Aussichtspunkt Himmelsleiter(⊙) nach Plänen des Architekten Peter Brückner, Büro Brückner & Brückner, errichtet, von dem sich ein sehr guter Blick in die Teichlandschaft der Waldnaabaue bietet. Das Bauwerk soll den Fortschrittswillen der Region verkörpern.

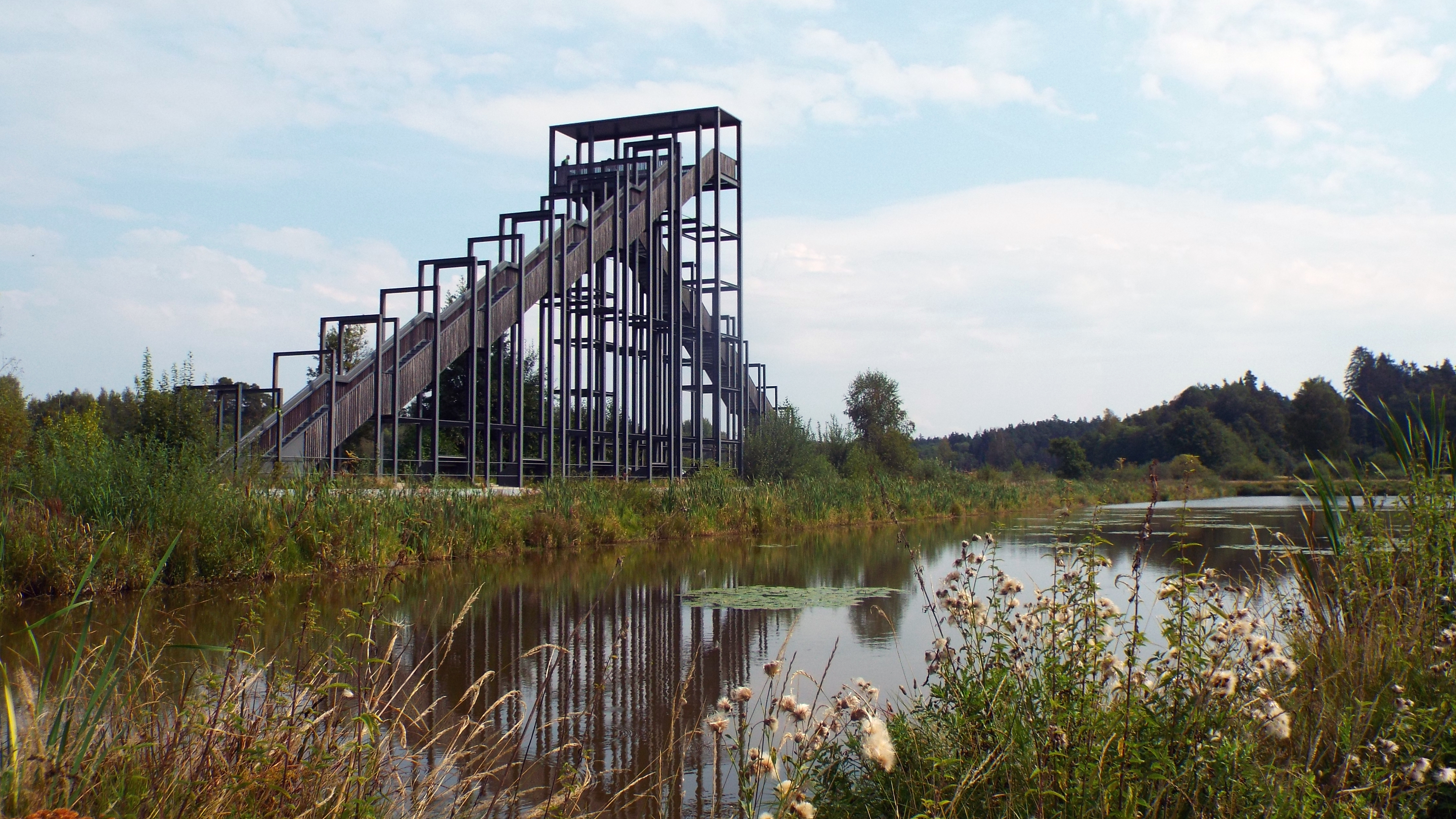
Tirschenreuth Himmelsleiter
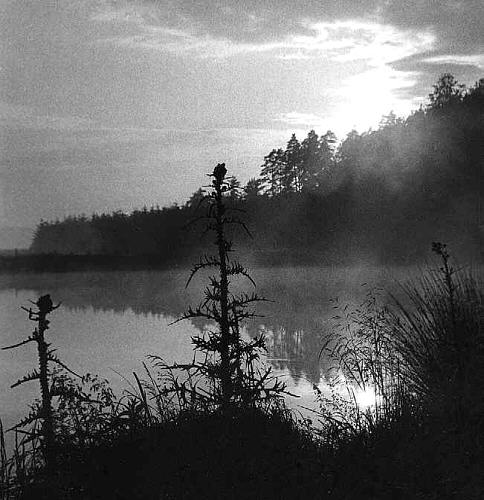
Abendstimmung bei den Teichen
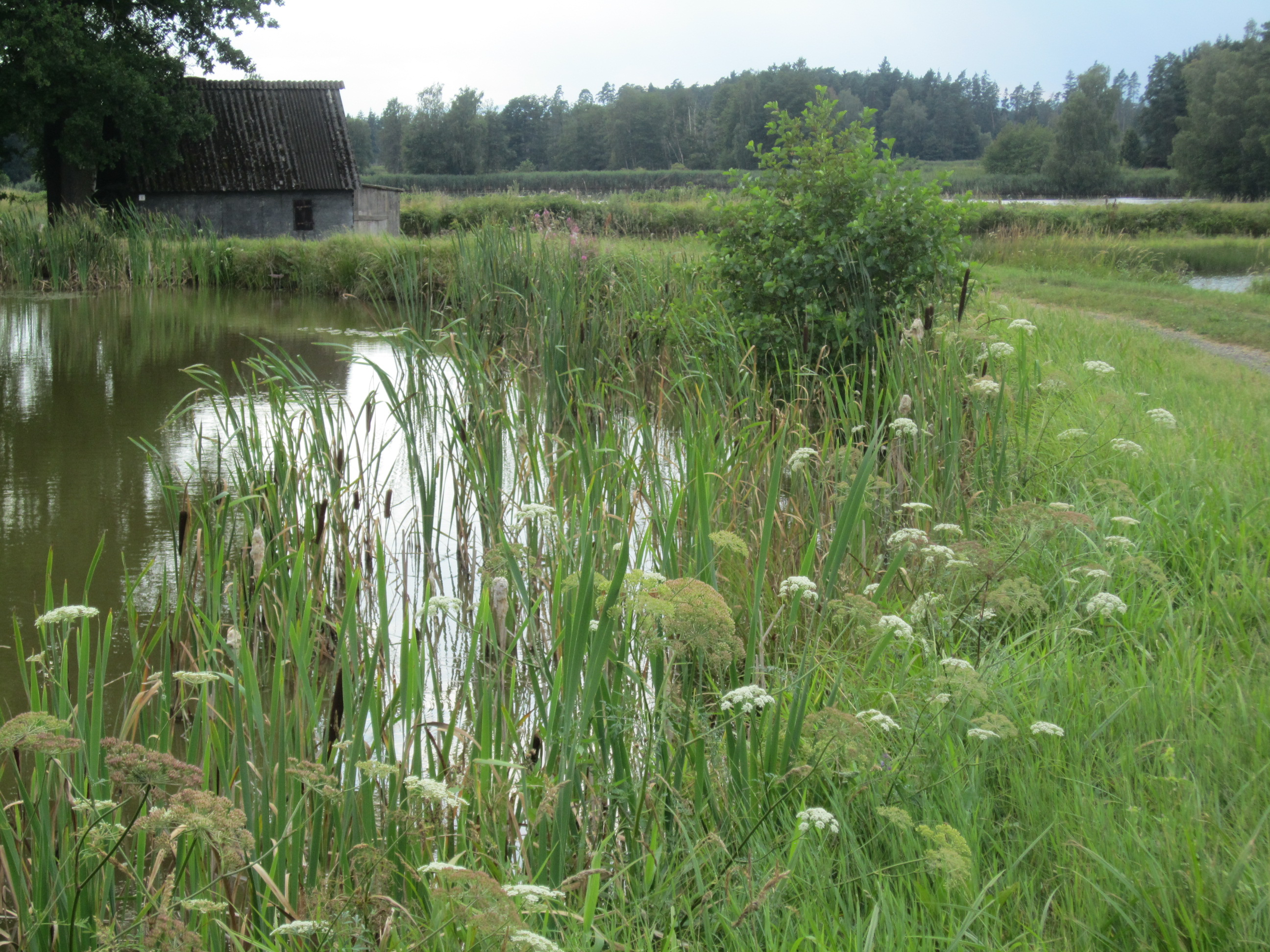
Dämme zwischen einzelnen Teichen
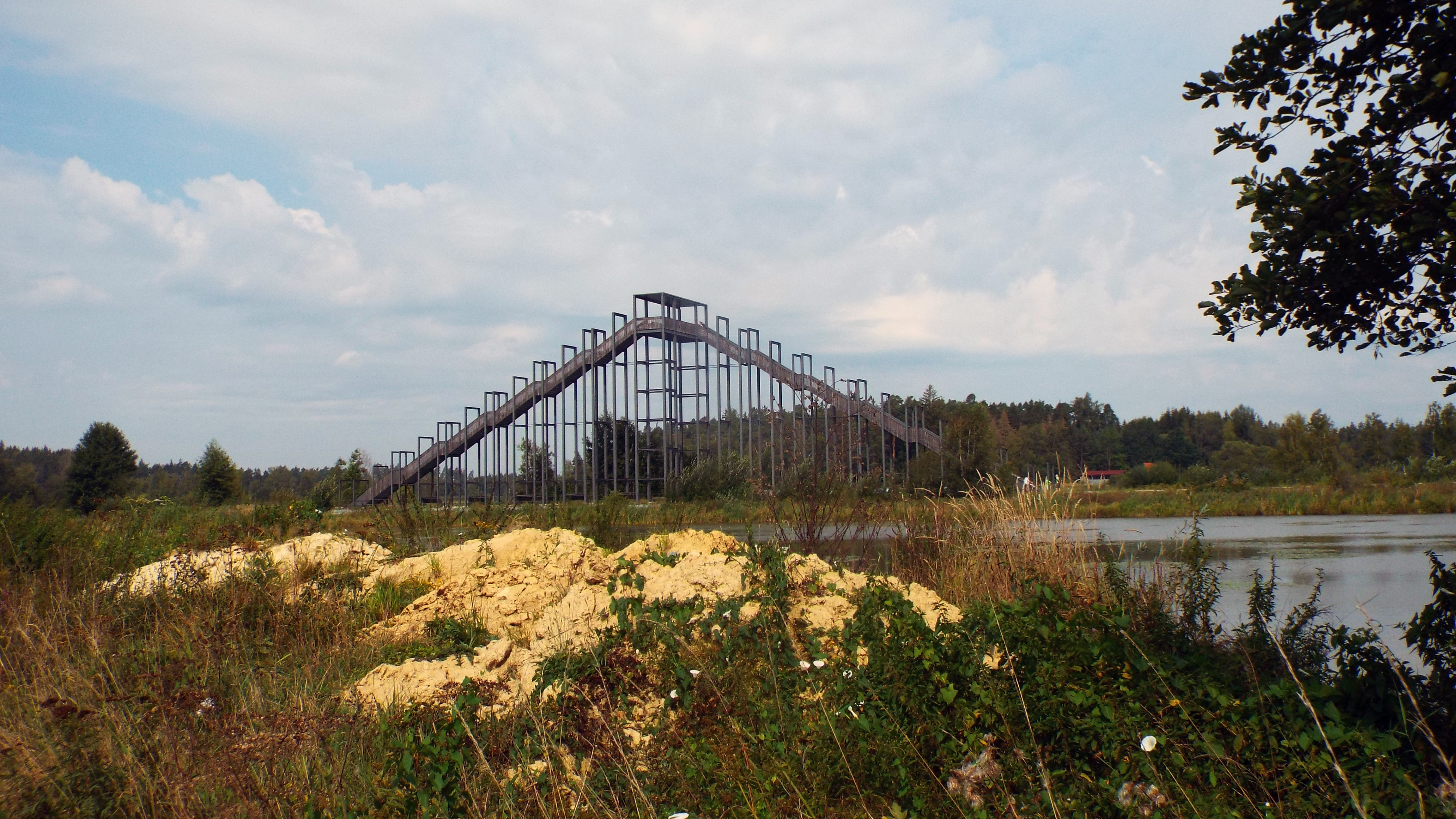
Tirschenreuth Himmelsleiter

## Die größten Teiche
- Paulusschwamm, 17 ha[2]
- Kornthaner Weiher, Gemeinde Wiesau, 16 ha
- Rothenbürger Weiher, Stadt Tirschenreuth, 16 ha
- Seidlersreuther Weiher, Gemeinde Wiesau, 15 ha
- Rollnhöfer Weiher, 15 ha
- Seeteich, 15 ha

Die um das Jahr 1200 angelegten und dann 1808 abgelassenen zwei Stadtteiche von Tirschenreuth waren mit 90 bzw. 97 Hektar um ein Vielfaches größer als die jetzt noch bestehenden Anlagen.